# Nowy porządek świata (film)
Nowy porządek świata – amerykański film dokumentalny z 2009 r. w reżyserii Luke’a Meyera i Andrew Neela. Film analizuje aktywizm polityczny na rzecz powstania „nowego porządku świata” i ukazuje społeczników, którzy, widząc w dokonujących się w świecie zmianach zło, sprzeciwiają się temu.

## Treść
Film koncentruje się na działalności wyznających teorie spiskowe ludzi, takich jak: Alex Jones, Jim Tucker, Jack McLamb i Łukasz Rudkowski. Wkładają oni dużo trudu, aby odsłonić przed światem to, czego dotyczą ściśle tajne spotkania Grupy Bliderberg; popierają dążący do wyjaśnienia prawdy o 11 września 2001 r. ruch społeczny 9/11 Truth Movement, i są przeciwni erozji tradycyjnych wartości, oraz ograniczaniu cywilnych i politycznych praw, a przez to osobistej wolności.
W wywiadzie dla Oxford Film Freak, Luck Meyer powiedział, że zdecydował nakręcić ten dokument, ponieważ zawsze interesowali go ludzie, którzy odrzucają obowiązujący system i robią to, co uważają, że powinni robić, nie patrząc się na to, co inni sobie o nich pomyślą. Neel dodał: „Uważałem teorie spiskowe, za interesujące, ponieważ ukazują one świat z innej strony. (...) Chciałem dowiedzieć się, jak to jest być jednym z tych, którzy się tym zajmują.
Film zawiera archiwalne materiały przedstawiające m.in. prezydenta USA George’a W. Busha, senatora (obecnie prezydenta) Joego Bidena, senatora Johna McCaina i byłego doradcę do spraw bezpieczeństwa narodowego Zbigniewa Brzezińskiego, oraz komentarze Jima Marrsa i Geraldo Rivery.
Film miał swoją premierę 13 marca 2009 r. na festiwalu South by Southwest, a zaczął być dystrybuowany przez sieć telewizji kablowej IFC 16 kwietnia tegoż roku.

## Krytyka
Lewis Wallace w recenzji dla magazynu Wired napisał: „Jako że Nowy porządek świata śledzi Jonesa i powiązanych z nim handlarzy teorii spiskowych, dostarcza fascynującego spojrzenia na prawdziwie wierzących, zdesperowanych do wyjawiania, założonych (uprzednio) grzechów polityków i rekinów biznesu (...) Film promuje ludzi, których życie jest w jakimś stopniu niszczone przez te egzotyczne idee”.